# Oktoberfest de Igrejinha

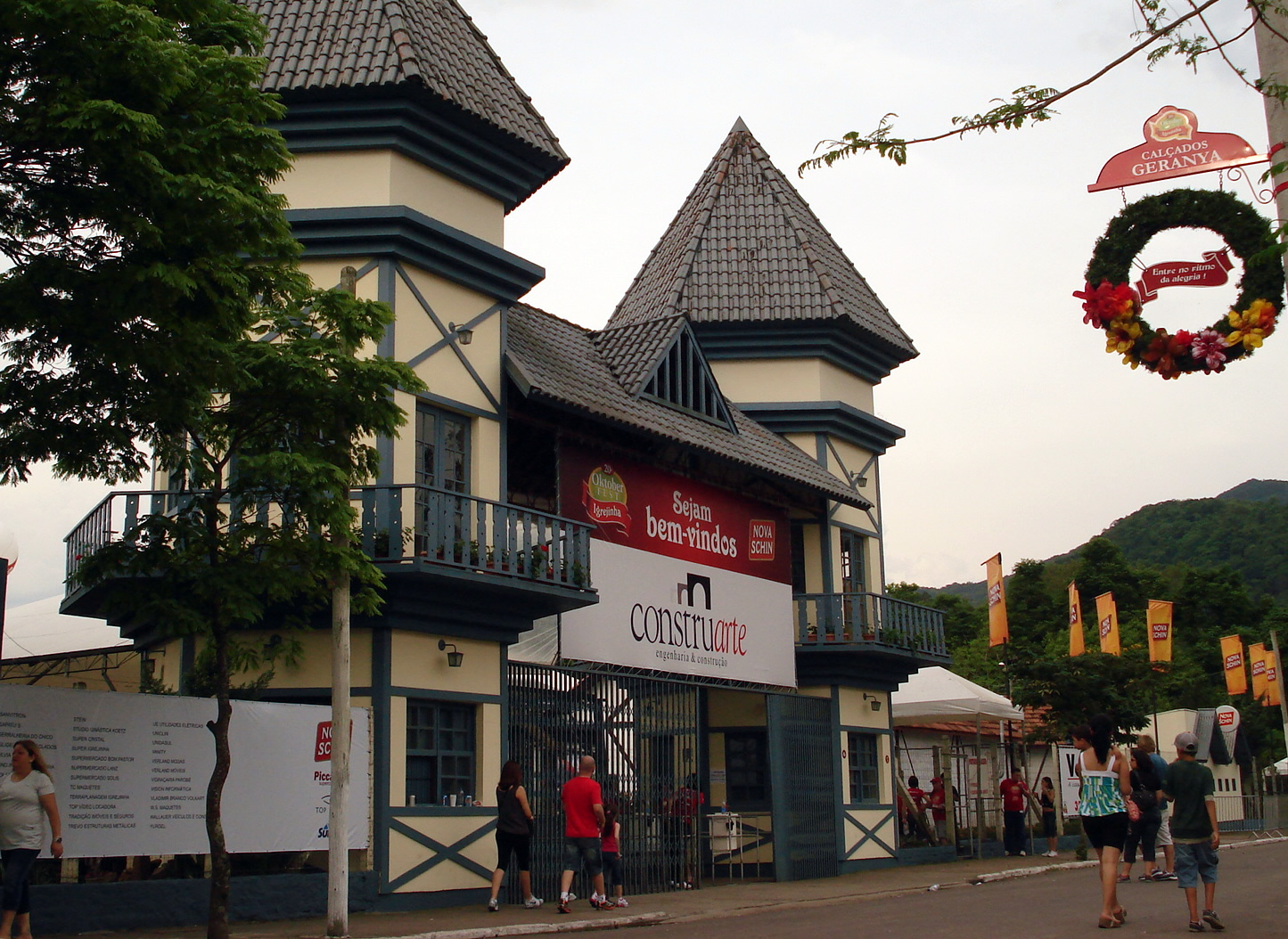
Pórtico do Parque da Oktoberfest de Igrejinha

A Oktoberfest de Igrejinha (RS) é um festival das tradições germânicas celebrada originalmente em Munique (München), no estado da Baviera (Bayern), no sul da Alemanha, e disseminada por vários lugares do mundo. Em Munique, a Oktoberfest se inicia em meados de setembro e termina duas semanas mais tarde, no primeiro domingo de outubro - daí o nome Oktoberfest (Em alemão, "Oktober" significa outubro, e "Fest", festa ou festival). No Brasil o festival é realizado em Igrejinha, Santa Cruz do Sul, Blumenau em Santa Catarina, Rolândia no Paraná, entre outras cidades.

## História

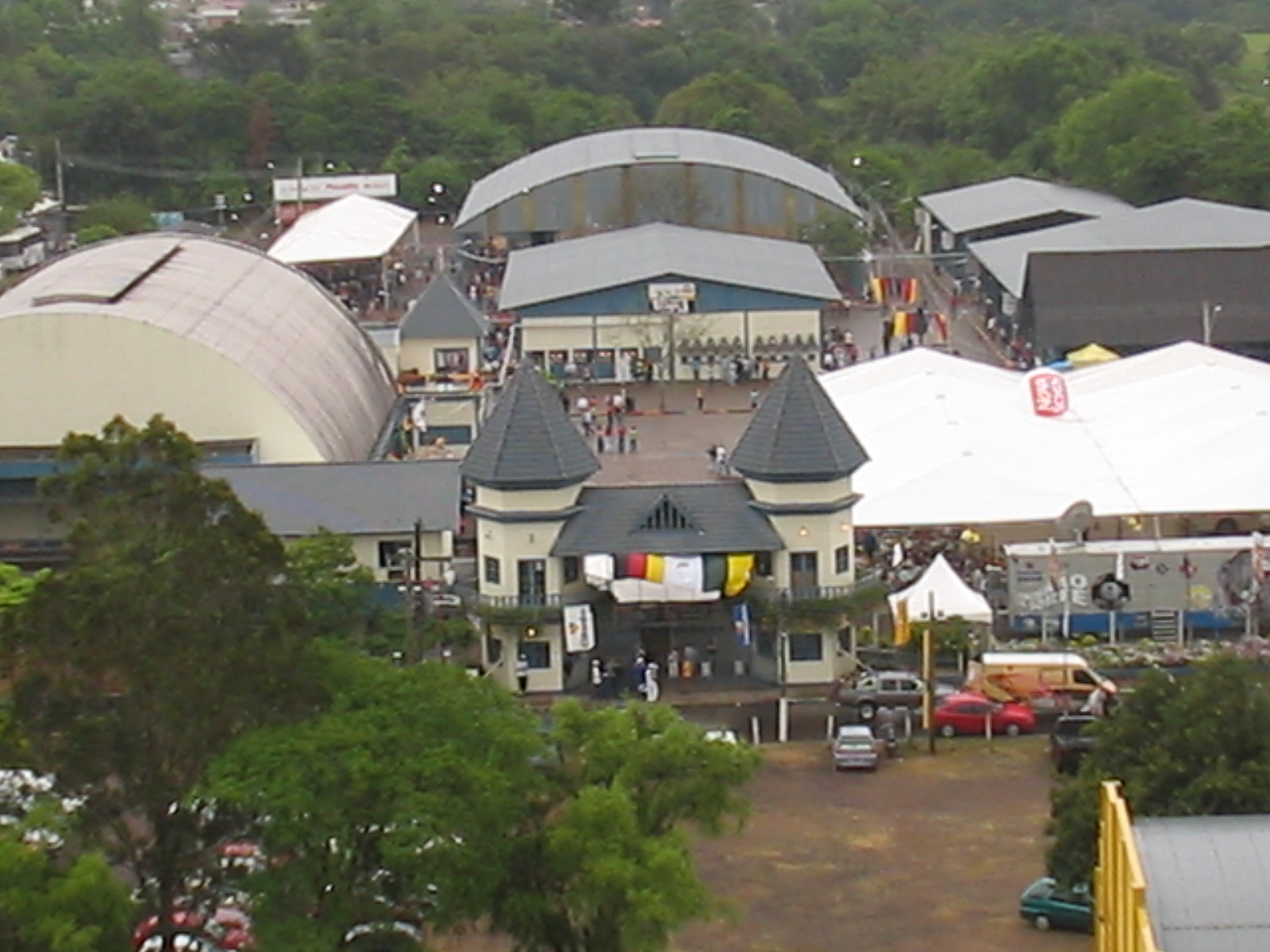
Parque da Oktoberfest de Igrejinha

Criada em 1988 pelo então prefeito Lauri Auri Krause, a Oktoberfest de Igrejinha é hoje o principal atrativo turístico de Igrejinha. Concebida para ser uma festa local, superou todas as expectativas já na sua primeira edição, atraindo cerca de 34 milhares pessoas em três dias de evento.
Desde a criação da festa, a comunidade local uniu suas forças, através de diversos segmentos e o resultado foi uma parceria que está sempre procurando crescer, para que a própria população participe de seu desenvolvimento social. Esta parceria permite que todo o lucro da festa seja destinado para entidades filantrópicas de todo o estado, sendo que nas últimas edições foram distribuídos mais de 1 milhão de Reais por ano. Por tudo isso a Oktoberfest de Igrejinha é considerada a maior festa comunitária do Brasil.
Os pequenos espaços ocupados inicialmente foram gradativamente sendo ampliados, e hoje o Parque da Oktoberfest possui quase 5 hectares, com três pavilhões para a realização dos bailes, dois pavilhões para gastronomia típica, inúmeros quiosques de alimentação e o prédio onde funciona a administração da Oktoberfest. Para a festa ainda são instalados diversos lonões e um parque de diversões.
As principais atrações da festa são os bailes, shows nacionais, jogos germânicos, desfiles, concurso de Chopp em Metro, danças folclóricas, bierwagen, parque de diversões e a Vila Germânica.

## Público

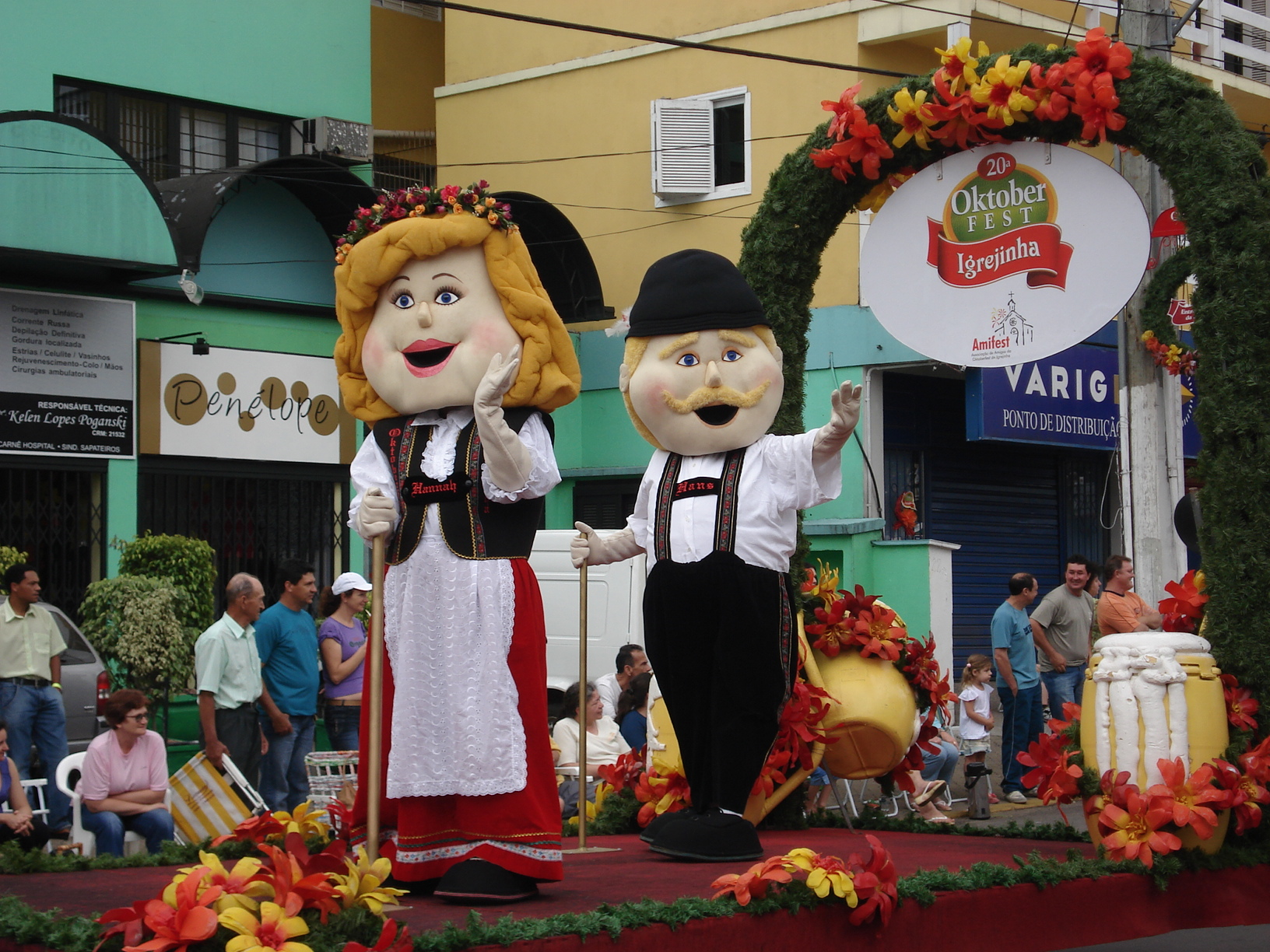
Desfile da Oktoberfest de Igrejinha

A Oktoberfest de Igrejinha é considerada hoje, um dos maiores eventos populares do estado, com repercussão nacional e internacional, tendo conquistado o seu espaço no cenário turístico-cultural. O público visitante, no início predominantemente regional, foi ampliando e diversificando e hoje, conta com a presença cada vez maior de visitantes de diversas regiões do Estado, do País e até do exterior.
O mais impressionante, quanto aos números da festa, é que a Oktoberfest de Igrejinha sempre registrou um público muito maior do que a própria população da cidade de Igrejinha e um grande consumo de chope. Desde a sua criação, quando Igrejinha tinha cerca de 20000 habitantes e a festa registrou 34000 pessoas e 25000 litros de chope, até o ano de 2004, quando o público da festa foi cerca de sete (7) vezes a população da cidade e, na média, foi consumido mais de um (1) litro de chope por pessoa, sendo considerada a Oktoberfest com maior consumo per-capita de chope.
| Dados da Oktoberfest de Igrejinha                                            | Dados da Oktoberfest de Igrejinha | Dados da Oktoberfest de Igrejinha | Dados da Oktoberfest de Igrejinha | Dados da Oktoberfest de Igrejinha | Dados da Oktoberfest de Igrejinha |
| Ano                                                                          | Edição                            | Presidente                        | Público                           | Cervejaria                        | Consumo de chope                  |
| ---------------------------------------------------------------------------- | --------------------------------- | --------------------------------- | --------------------------------- | --------------------------------- | --------------------------------- |
| 1988                                                                         | 1.ª                               | Osvaldo Jungblut                  | 34.000 pessoas                    | Skol                              | 25.000 litros                     |
| 1989                                                                         | 2.ª                               | Arnio A. Scherer                  | 60.000 pessoas                    | Skol                              | 48.000 litros                     |
| 1990                                                                         | 3.ª                               | Almiro Grings                     | 85.000 pessoas                    | Skol                              | 68.000 litros                     |
| 1991                                                                         | 4.ª                               | Éden E. Schmidt                   | 82.000 pessoas                    | Skol                              | 68.000 litros                     |
| 1992                                                                         | 5.ª                               | Duarte S. Matzenbacher            | 100.000 pessoas                   | Brahma                            | 100.000 litros                    |
| 1993                                                                         | 6.ª                               | Arno Krupp                        | 110.000 pessoas                   | Brahma                            | 100.000 litros                    |
| 1994                                                                         | 7.ª                               | Arnio A. Scherer                  | 120.000 pessoas                   | Brahma                            | 105.000 litros                    |
| 1995                                                                         | 8.ª                               | Paulo E. Grings                   | 130.000 pessoas                   | Kaiser                            | 110.000 litros                    |
| 1996                                                                         | 9.ª                               | Darci S. Schmitt                  | 135.000 pessoas                   | Kaiser                            | 120.000 litros                    |
| 1997                                                                         | 10.ª                              | Renato Argenta                    | 130.000 pessoas                   | Kaiser                            | 112.000 litros                    |
| 1998                                                                         | 11.ª                              | Gilvan O. Krummenauer             | 135.000 pessoas                   | Brahma                            | 132.000 litros                    |
| 1999                                                                         | 12.ª                              | Remi N. Lanz                      | 135.000 pessoas                   | Kaiser                            | 120.000 litros                    |
| 2000                                                                         | 13.ª                              | Servero Kunst                     | 135.000 pessoas                   | Brahma                            | 143.000 litros                    |
| 2001                                                                         | 14.ª                              | Cézar R. Wilbert                  | 143.000 pessoas                   | Schincariol                       | 160.000 litros                    |
| 2002                                                                         | 15.ª                              | João C. Schmitt                   | 150.000 pessoas                   | Schincariol                       | 162.000 litros                    |
| 2003                                                                         | 16.ª                              | César L. Kerschner                | 171.000 pessoas                   | Schincariol                       | 186.000 litros                    |
| 2004                                                                         | 17.ª                              | Delmar W. Scheuermann             | 188.000 pessoas                   | Schincariol                       | 207.000 litros                    |
| 2005                                                                         | 18.ª                              | Tibúrcio A. Grings                | 186.000 pessoas                   | Schincariol                       | 209.000 litros                    |
| 2006                                                                         | 19.ª                              | Aurélio D. Braun                  | 176.000 pessoas                   | Schincariol                       | 170.000 litros                    |
| 2007                                                                         | 20.ª                              | Amauri A. Heidrich                | 182.000 pessoas                   | Schincariol                       | 189.000 litros                    |
| 2008                                                                         | 21.ª                              | Waldir José Zimmer                | 165.000 pessoas                   | Schincariol                       | 156.000 litros                    |
| 2009                                                                         | 22.ª                              | Leandro Krummenauer               | 160.000 pessoas                   | Schincariol                       | 150.000 litros                    |
| 2010                                                                         | 23.ª                              | Rosangela Regina Kehl             | 162.000 pessoas                   | Schincariol                       | 160.000 litros                    |
| 2011                                                                         | 24.ª                              | Luiz Fernando Sohne               | 175.000 pessoas                   | Schincariol                       | 167.000 litros                    |
| 2012                                                                         | 25.ª                              | Sérgio Lampert                    | 185.000 pessoas                   | Brasil Kirin                      | 181.000 litros                    |
| 2013                                                                         | 26.ª                              | Clóvis Werb                       | 151.000 pessoas                   | Brasil Kirin                      | 153.000 litros                    |
| 2014                                                                         | 27.ª                              | Leandro Roberto Kunst             | 163.000 pessoas                   | Brahma                            | 162.000 litros                    |
| 2015                                                                         | 28.ª                              | Márcio Fernando Morbach           | 169.000 pessoas                   | Brahma                            | 170.000 litros                    |
| 2016                                                                         | 29.ª                              | Fabiano Beck                      | 162.000 pessoas                   | Brahma                            | 181.000 litros                    |
| 2017                                                                         | 30.ª                              | Márcio José Linden                | 146.000 pessoas                   | Brahma                            | 162.000 litros                    |
| 2018                                                                         | 31.ª                              | Luis Carlos Schüler               | 157.979 pessoas                   | Heineken                          | 185.645 litros                    |
| 2019                                                                         | 32.ª                              | Ezequiel Stein                    | 172.794 pessoas                   | Heineken                          | 214.470 litros                    |
| 2022                                                                         | 33.ª                              | Tiago Itamar Petry                | 212.438 pessoas                   | AMSTEL                            | 276.000 litros                    |
| 2023                                                                         | 34.ª                              | Marcelo Luis Kunst                | 217.000 pessoas                   | Eisenbahn                         | 215.000 litros                    |
| 2024                                                                         | 35.ª                              | Egon Wallauer                     | 223.370 pessoas                   | Eisenbahn                         | 235.777 litros                    |
| 2025                                                                         | 36.ª                              | Falcon Jost                       |                                   |                                   |                                   |
| 2026                                                                         | 37.ª                              | Aline Hess                        |                                   |                                   |                                   |
| (*)Dados do Site Oficial da Oktoberfest de Igrejinha: www.oktoberfest.org.br |                                   |                                   |                                   |                                   |                                   |

## Rainhas e princesas
- 1988 - Rainha: Andrea V. Dienstmann - Princesas: Luciane Jungblut, Giane Stein, Berenice Foscarini e Ana C.Müller
- 1989 - Rainha: Raquel Brentano - Princesas: Andrea M. Goether, Silvana de Lima, Sandra Schoenardie e Angélica N. Konrath
- 1990 - Rainha: Silvana Aline Sparrenberger - Princesas: Andreia Henssler, Patricia Wingert, Cintia de Azeredo e Sirlene Sander
- 1991 - Rainha: Magda E. Hess - Princesas: Marilda da Silva e Valdemira dos Santos
- 1992 - Rainha: Adriana V. Klein - Princesas: Viviane Wolff e Rosimere Schneider
- 1993 - Rainha: Marciane Ellwanger - Princesas: Loasi T. Kunst e Simone Ferreira
- 1994 - Rainha: Ana Carolina Grings - Princesas: Magda Hoerle e Loraine Dutra Lima
- 1995 - Rainha: Daiana P. Arnold - Princesas: Cassiana Hirt e Analu Lauffer
- 1996 - Rainha: Mirela Ermel - Princesas: Izeltia Sabadin e Fabíola Scapini
- 1997 - Rainha: Débora E. Haag - Princesas: Adriane L. dos Santos e Madalena Wolff
- 1998 - Rainha: Cassia Renck - Princesas: Luciane F. Keller e Camila Luiza Petry
- 1999 - Rainha: Priscila Reinheimer - Princesas: Dieise dos Passos e Aline D. Hess
- 2000 - Rainha: Gilian Hencke - Princesas: Ana Cláudia Raymundo e Josiane Correa
- 2001 - Rainha: Bárbara A. Arnecke - Princesas: Gislaine Schmitz e Débora Camargo
- 2002 - Rainha: Letícia Krummenauer - Princesas: Caroline Motta e Gisele Venson
- 2003 - Rainha: Paula Treviso - Princesas: Vanessa Sparremberger e Priscila Santos
- 2004 - Rainha: Mirian E. Schmidt - Princesas: Fernanda Lanz e Ana K. Konrath
- 2005 - Rainha: Ana Paula Petzinger - Princesas: Siana T. Petry e Ana L. Staudt
- 2006 - Rainha: Sílvia J. Bischoff - Princesas: Carina Werb e Kátia R. Konrath
- 2007 - Rainha: Pamela L. Ghesla - Princesas: Carolina Dier e Iria Tatiana Bickel
- 2008 - Rainha: Luciane L. Linden - Princesas: Sabrina D. Rückert e Tamara S. Oliveira
- 2009 - Rainha: Fernanda C. dos Santos - Princesas: Lidiani C. Lehnen e Claudionara S. Harff
- 2010 - Rainha: Michele Schmidt - Princesas: Vivian Oliveira e Bruna Müller
- 2011 - Rainha: Tassia Pricila Kehl - Princesas: Taila Brocker Schäfer e Bruna Danielle Martins Tavares
- 2012 - Rainha: Amanda Vanessa dos Passos - Princesas: Patrícia Fernanda Harff Machado e Juliane de Moraes
- 2013 - Rainha: Micaela Leticia Foscarini Hartz - Princesas: Tamiris Geanini de Lima Volkart e Taiana Cristina Hirt
- 2014 - Rainha: Juliane Gabriela Mergener - Princesas: Nathália Baum Wilbert e Lidiane Eli Bischoff
- 2015 - Rainha: Paola Schmitz Altenhofen - Princesas: Daiani Bellini e Fernanda Ruana Fetter Hoerlle
- 2016 - Rainha: Endieli Roberta Rörig - Princesas: Isis Milena Koetz Reis e Vanessa Fernanda Hörnig
- 2017 - Rainha: Stephanie Braz da Silva - Princesas: Dominique da Silva e Vanessa Cardozo de Lima
- 2018 - Rainha: Natália Alves Schmitt - Princesas: Barbara Caroline Sparrenberger e Júlia Schneider Göttert
- 2019 - Rainha: Jéssica Andrieli Bischoff - Princesas: Nathália Caroline Kinast e Natália Dier
- 2022 - Rainha: Raíssa Mirella Schäfer - Princesas: Thais Chaiane Volz Wiebling e Lara Luísa Kunst
- 2023 - Rainha: Kádina Correia de Lima Linden - Princesas: Sofia Camargo Bischoff e Jenifer Isamara Müller
- 2024 - Rainha: Roberta Klein - Princesas: Tainá dos Santos e Daniela Coitinho Hachenher
- 2025 - Rainha: Isadora Schilling Lauck - Princesas: Isadora Celine Roth e Andressa Knobloch Boff

## Curiosidades
- A Oktoberfest de Igrejinha é considerado o maior evento beneficente do país,[9] sendo que em 2007 foram doados mais de 1 milhão de reais.[1][2][3]
- O espírito comunitário da população é tão grande que mais de 10% dos habitantes (cerca 30 mil pessoas) trabalham voluntáriamente durante a Oktoberfest.[10][11]
- A Oktoberfest de Igrejinha é um dos patrimônios culturais do estado do Rio Grande do Sul.[12]

## Galeria

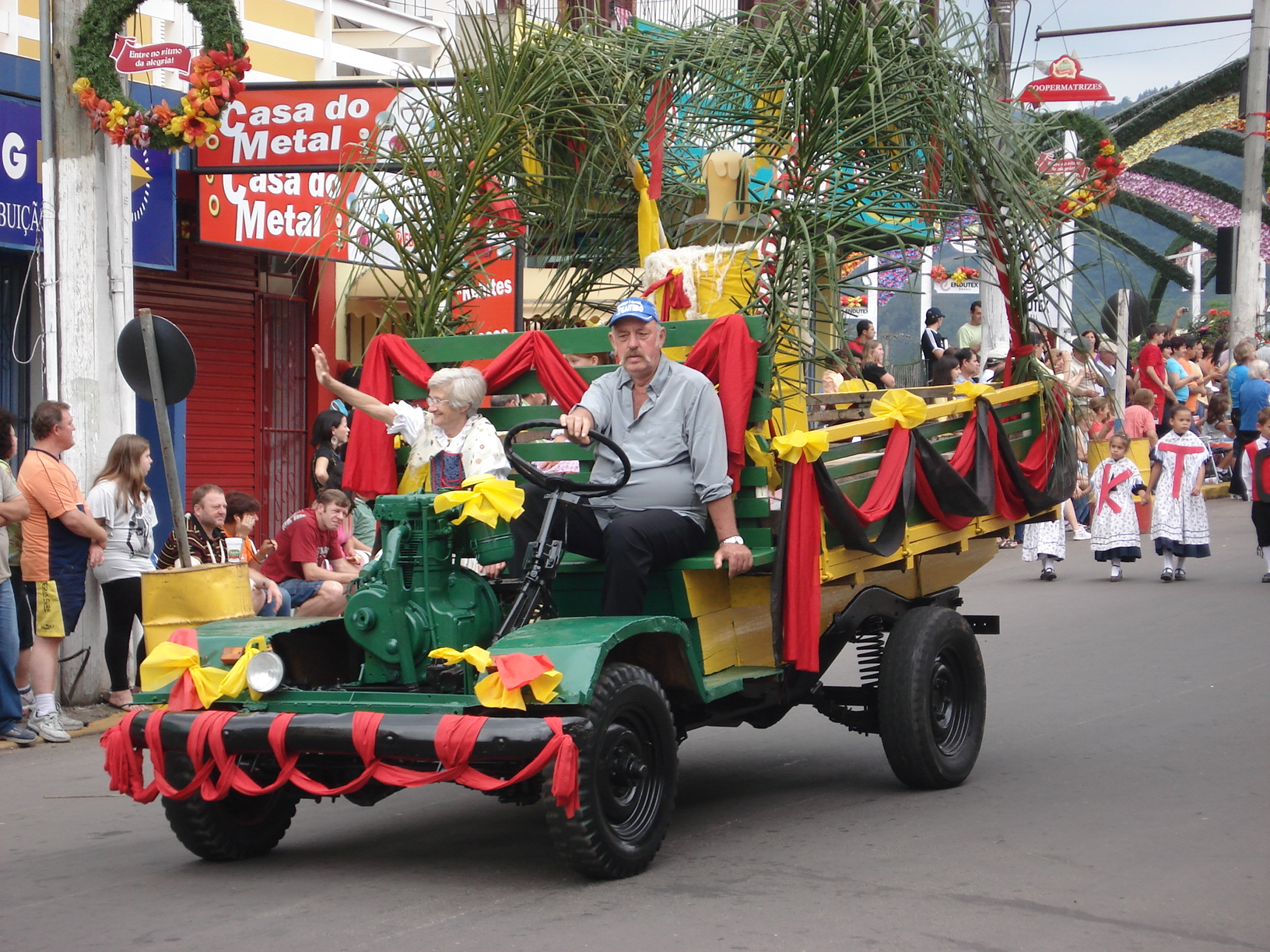
Desfile
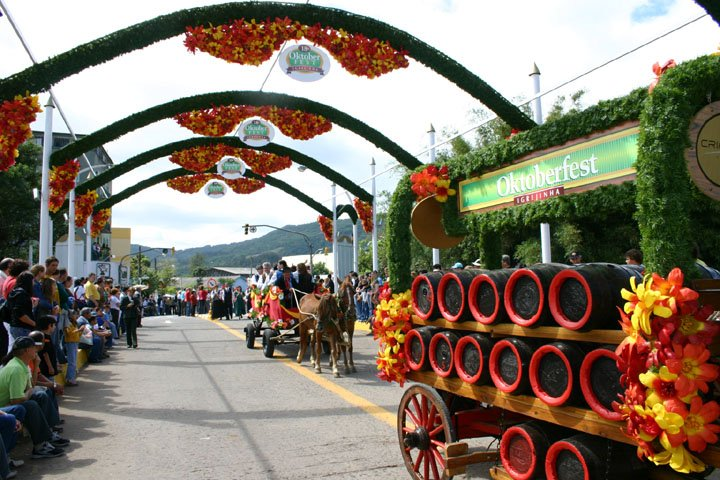
Desfile
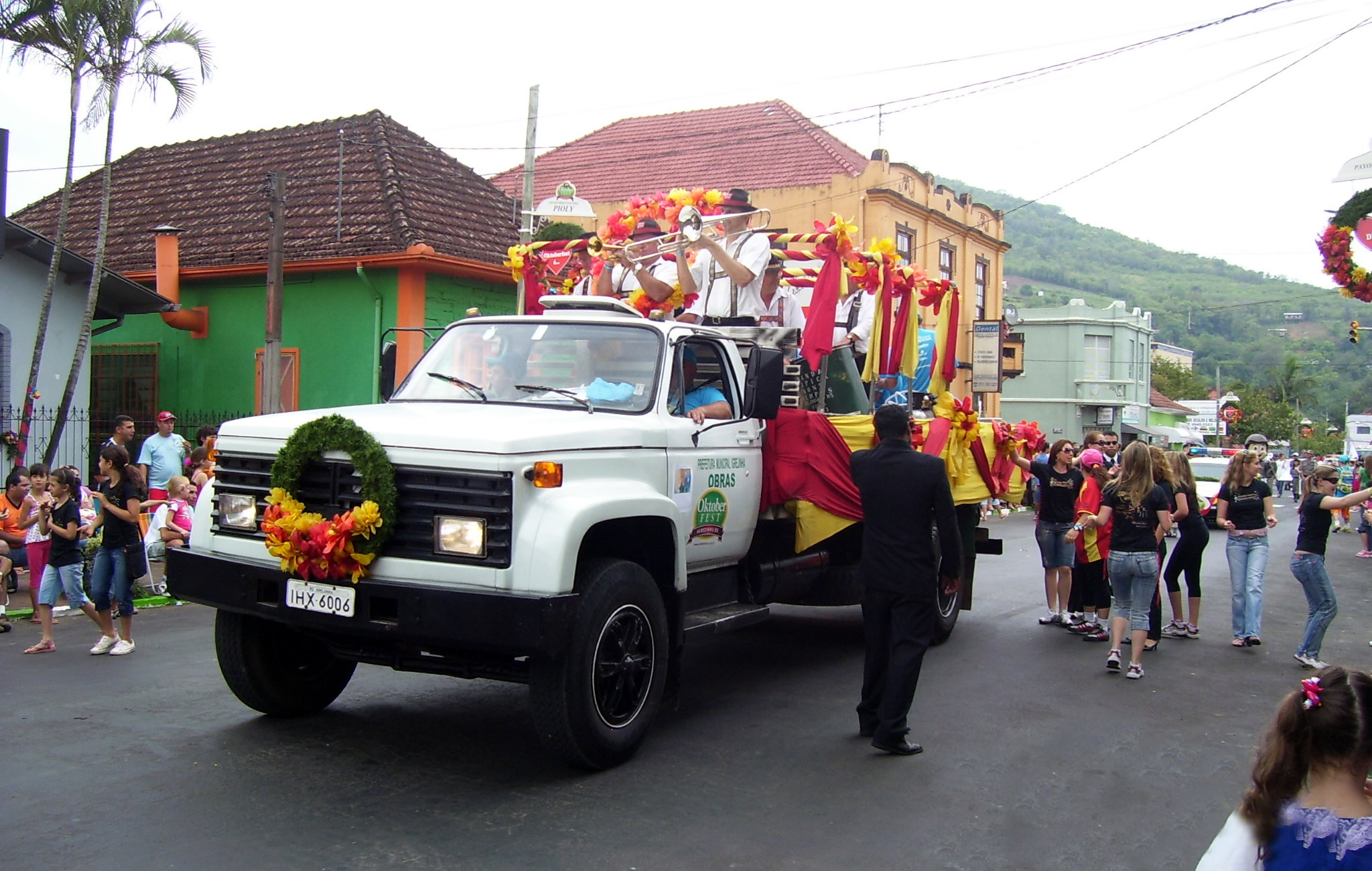
Bierwagen
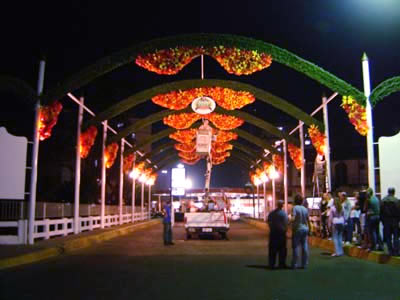
Decoração